# Akmon (Sohn des Manes)
Akmon (altgriechisch Ἄκμων Ákmōn, deutsch ‚Amboss‘) ist in der griechischen Mythologie der Sohn des Manes, Bruder des Doias und namengebender Gründer der Stadt Akmonia in Phrygien, bei Ahat Köyü etwa 10 km südlich vom heutigen Banaz in der Türkei.
Er ist der Vater des Mygdon, der gegen die Amazonen kämpfte.